# Alfred Kleinheinz
Alfred Kleinheinz (* 2. Juni 1950 in Innsbruck; † 20. Juli 2018) war ein österreichischer Schauspieler. Er war ab 1993 festes Ensemblemitglied am Residenztheater München.

## Leben
Alfred Kleinheinz war zunächst als Stuckateur tätig. Mit 24 Jahren begann er parallel dazu Laientheater zu spielen. 1988 begleitete er eine Kollegin zum Vorsprechen nach Wien, dabei entschied man sich für ihn. 1989 debütierte er am Niedersächsischen Staatstheater Hannover unter der Regie von Thomas Reichert im Drama Die Möwe von Anton Tschechow in der Rolle des Lehrers Medvedenko.
1993 wechselte er mit Intendant Eberhart Witt ans Münchner Residenztheater, wo er bis zuletzt Ensemblemitglied war. In München debütierte er wieder unter der Regie von Thomas Reichert als Dr. Relling in Die Wildente von Henrik Ibsen, seine letzte Rolle war die des Karl Valentin in Playing :: Karlstadt unter der Regie von Bernhard Mikeska. Weitere Rollen am Residenztheater waren unter anderem Gawrila / Piotr in Tschechows Iwanow, Hans Günther in Der Schweinestall, Bruder Tuck in Robin Hood, l’abbé Bournisien in Madame Bovary und Ferapont in Drei Schwestern.
Im Sommer wirkte er regelmäßig bei den Tiroler Volksschauspielen mit, zuletzt 2017 in der Titelrolle in Der Brandner Kaspar und das ewig’ Leben.
Kleinheinz starb im Juli 2018 im Alter von 68 Jahren.

## Theater (Auswahl)

### Residenztheater München (Bayerisches Staatsschauspiel)
- 2018: Playing :: Karlstadt (als Karl Valentin). Von Lothar Kittstein, Bernhard Mikeska und Alexandra Althoff (Kollektiv "Raum + Zeit"). Inszenierung: Bernhard Mikeska
- 2018: Iwanow (als Gawrila). Von Anton Tschechow. Inszenierung: Martin Kušej

## Filmografie (Auswahl)
- 1983: Die fünfte Jahreszeit – Ski total
- 1992: Schattenboxer
- 1995: Bunte Hunde
- 1996: Landgang für Ringo
- 1997: Die Chaos Queen
- 1997: Weihnachtsfieber
- 1998: Väter (Kurzfilm)
- 1999: Nighthawks (Kurzfilm)
- 1999: Tatort: Norbert
- 2000: Liebst du mich
- 2001: Die Manns – Ein Jahrhundertroman
- 2001: Ein Sommertraum
- 2002: Die Verbrechen des Professor Capellari – Eine ehrenwerte Gesellschaft
- 2003: Tatort: Im Visier
- 2004: Die to Live – Das Musikill
- 2006: Sie ist meine Mutter
- 2006: TKKG – Das Geheimnis um die rätselhafte Mind-Machine
- 2006: Mozart 22 – Bastien und Bastienne/Der Schauspieldirektor
- 2005: SOKO Kitzbühel – Tod des Starkochs
- 2008: März
- 2008: Tatort: Der oide Depp
- 2008: SOKO Kitzbühel – Der Alpenkönig
- 2008: Im Winter ein Jahr
- 2011: Tatort: Ein ganz normaler Fall
- 2012: Hubert und Staller – Ab in die Spielerhölle
- 2012: Das Meisterstück (Kurzfilm)
- 2014: SOKO Kitzbühel – Terra Cara
- 2015: Malibu (Kurzfilm)
- 2015: Die normative Kraft des Faktischen (Kurzfilm)

## Auszeichnung
- 2018 Ehren-Freundschaftspreis des Vereins der Freunde des Bayerischen Staatsschauspiels im Rahmen der Verleihung des Kurt-Meisel-Preises